# Леонид (воспитатель Александра Македонского)
Леонид (др.-греч. Λεωνίδας) — воспитатель Александра Македонского.

## Биография
Леонид был родом из Эпира и принадлежал к правящему царскому роду Эакидов. Будучи родственником Олимпиады, по настоянию македонской царицы Леонид стал первым наставником её сына юного Александра. Согласно Плутарху, он был сурового нрава. При дворе, из уважения, его не называли «воспитателем» или «дядькой», а лишь «руководителем» и «наставником» юного царевича. По замечанию Ф. Шахермайра, эпирот, далёкий от наук, не был ни учителем, ни гувернером, а взял на себя только руководство по воспитанию царевича. Леонид, «муж сурового нрава», пытался воспитывать Александра в духе древних спартанцев. В первую очередь он решил отучить ребёнка от изнеженности и приучить к дисциплине. Лучшим завтраком Леонид считал ночной переход, а ужином — скудный завтрак. Он сам обыскивал вещи Александра и отбирал переданные ему матерью и кормилицей Ланикой угощения. По замечанию П. Грина, мальчика раздражала подобная дисциплина, но эти тренировки закалили будущего военачальника. Александр впоследствии славился своей физической выносливостью, в чём видел немалую роль своего «дядьки». Также эпирот избегал роскоши и проповедовал бережливость. Античные источники приводят историю как однажды Леонид сделал выговор своему воспитаннику за слишком неумеренную трату благовоний во время исполнения религиозных обрядов и сказал, что бросать их пригоршнями в огонь можно тогда, когда «захватишь страны, ими изобилующие». Впоследствии, во время своего восточного похода, Александр, покорив в 332 году до н. э. Газу, послал Леониду корабль с пятистами талантами ладана и ста мирры, чтобы тот впредь не скупился при жертвоприношениях. Согласно одному из вариантов истории, Александр снабдил груз письмом к своему бывшему наставнику со словами: «Шлю тебе целый талант ладана и корицы, чтобы ты не мелочился перед богами, зная, что теперь мы владеем и землями, приносящими благовония».
Дальнейшая его судьба неизвестна.

## В литературе
Леонид является одним из персонажей исторических повестей об Александре Македонском Л. Ф. Воронковой «Сын Зевса» и «В глуби веков».